# 金沢市立額中学校
金沢市立額中学校（かなざわしりつ ぬかちゅうがっこう、英語: Kanazawa Municipal Nuka Junior High School）は、石川県金沢市にある公立中学校。

## 沿革

### 額中学校（初代）
- 1954年（昭和29年）7月1日 - 額村の金沢市編入に伴い、金沢市立額中学校[4]となる[注釈 1]。
- 1965年（昭和40年）4月1日 - 金沢市立西南部中学校の設置に伴い、同校に統合されて[6]廃止。旧・額中学校は西南部中学校額分場となる。

### 額中学校（2代・現）
- 1971年（昭和46年）
  - 4月1日[7] - 西南部中学校から分離して[8]、金沢市立額中学校設置[注釈 2]。
  - 6月1日 - 開校式挙行[7][8]。

## 通学区域
額小学校通学町、扇台小学校通学町（額新町1丁目、額新町2丁目、光が丘1丁目、額新保1丁目、馬替1丁目、馬替2丁目、馬替3丁目、高尾台4丁目151番～158番地に限る。）、四十万小学校通学町

## 周辺
- 額公民館
- 金沢市立額小学校

## 主な卒業生
- 長田哲也（政治家、アナウンサー）[10]
- 橋本晃司（プロサッカー選手）[11]